# Телізе
Те́лізе (ест. Telise küla, швед. Tällnäs) — село в Естонії, у волості Ляене-Ніґула повіту Ляенемаа.

## Населення
Чисельність населення на 31 грудня 2011 року становила 4 особи.

## Географія
Село розташоване на березі Балтійського моря поблизу мису Телізе (Telise neem) півострова Ноароотсі (Noarootsi poolsaar). Телізе лежить на відстані 37 км від міста Хаапсалу та 8 км на північний захід від  Пюрксі.

## Історія
Село Телізе утворено 9 серпня 2009 року з частини територій сіл Паслепа та Кудані. Одночасно для Телізе затверджена друга офіційна назва шведською мовою — Tällnäs.
До 21 жовтня 2017 року село входило до складу волості Ноароотсі.